# Flavigny-sur-Ozerain
Flavigny-sur-Ozerain település Franciaországban, Côte-d’Or megyében. Lakosainak száma 274 fő (2022. január 1.). Flavigny-sur-Ozerain Grésigny-Sainte-Reine, Pouillenay, La Roche-Vanneau, Alise-Sainte-Reine, Darcey, Gissey-sous-Flavigny, Hauteroche, Marigny-le-Cahouët és Mussy-la-Fosse községekkel határos. Itt forgatták a Csokoládé című filmet.

## Népesség
A település népességének változása:
| Lakosok száma | 437  | 435  | 411  | 329  | 304  | 301  | 302  | 283  | 274  | 274  |
|               | 1968 | 1982 | 1990 | 2006 | 2013 | 2015 | 2017 | 2019 | 2020 | 2022 |